# میهران هاکوبیان

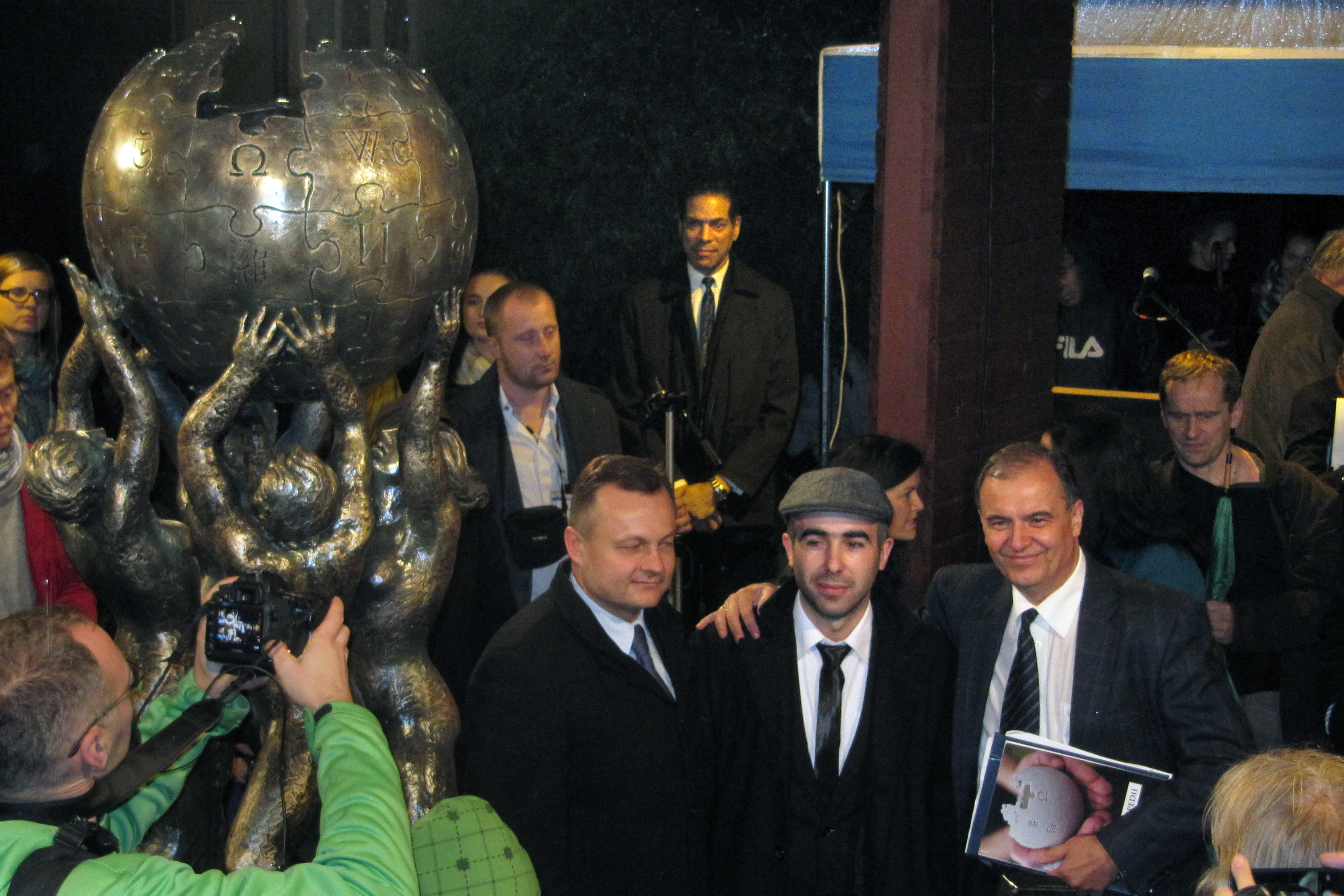
میهران هاکوبیان همراه توماش چیشویچ شهردار سوبیتسه و کریستوف وویجخوفسکی و ...

میهران آرمنی هاکوبیان (ارمنی: Միհրան Արմենի Հակոբյան، زاده ۱۸ فوریه ۱۹۸۴) مجسمه‌ساز اهل ارمنستان است که مجسمه یادبود ویکی‌پدیا را ساخت که اولین در نوع خود است.

## زندگی‌نامه
میهران هاکوبیان در شهر استپاناکرت به دنیا آمد. پدرش آرمن هاکوبیان (زاده ۱۹۴۱ - درگذشته ۱۹۹۰) که نیز مجسمه‌ساز بود در جنگ قره‌باغ درگذشت. از سال ۲۰۰۰ تا ۲۰۰۶ در دانشکده هنرهای زیبای ایروان در رشته مجسمه‌سازی تحصیل کرد. پس از آن در ارمنستان و روسیه به کار حرفه‌ای پرداخت، و در چند نمایشگاه در استپاناکرت و ایروان شرکت کرد.
در سال ۲۰۰۱ میلادی به عضویت «اتحادیه هنرمندان جمهوری قره‌باغ» درآمد. در سال ۲۰۱۱ میلادی در سمپوزیوم مجسمه‌سازی بین‌المللی در شوشی شرکت کرد. هاکوبیان بیشتر مجسمه‌های سنگی، چوبی و برنزی می‌سازد. از سال ۲۰۱۰ تا ۲۰۱۳ در کالج پولونیکوم در شهر سوبیتسه به مطالعه لغت‌شناسی لهستانی پرداخت. هاکوبیان در سال ۲۰۱۲ از مؤسسه لهستانی کولچک بورس تحصیلی گرفت.
هاکوبیان از طرف مدیر کالج پولونیکوم یادبود ویکی‌پدیا را در شهر سوبیتسه ساخت. در تاریخ ۲۲ اکتبر ۲۰۱۴ مجسمه در میدان فرانکفورت پرده‌برداری شد. مسئولان شهر سوبیتسه با پرداخت ۶۲۰۰۰ زلوتی از ساخت مجسمه حمایت کردند.
هاکوبیان در زمینه ساخت کارتون هم به ویژه با چهره‌هایی از خشت کار می‌کند. برای کارتون «چتر» با نویسندگی لئونید ینگیباروف در سال ۲۰۱۳ جایزه تماشاگران جشنواره فیلم کوتاه مسکو را بدست آورد.

## نگارخانه

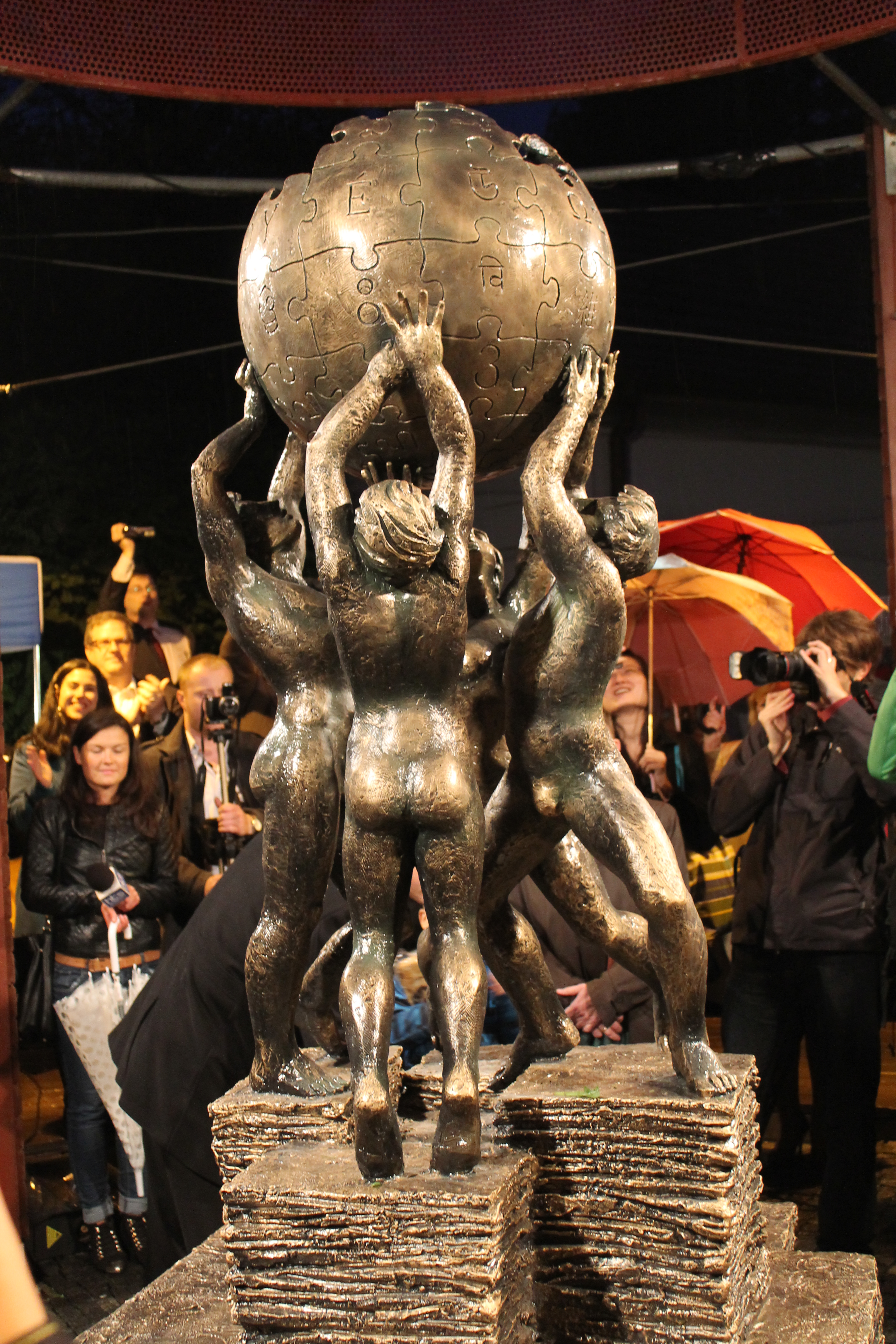
مجسمه یادبود ویکی‌پدیا